# Ambroży Nutclauss

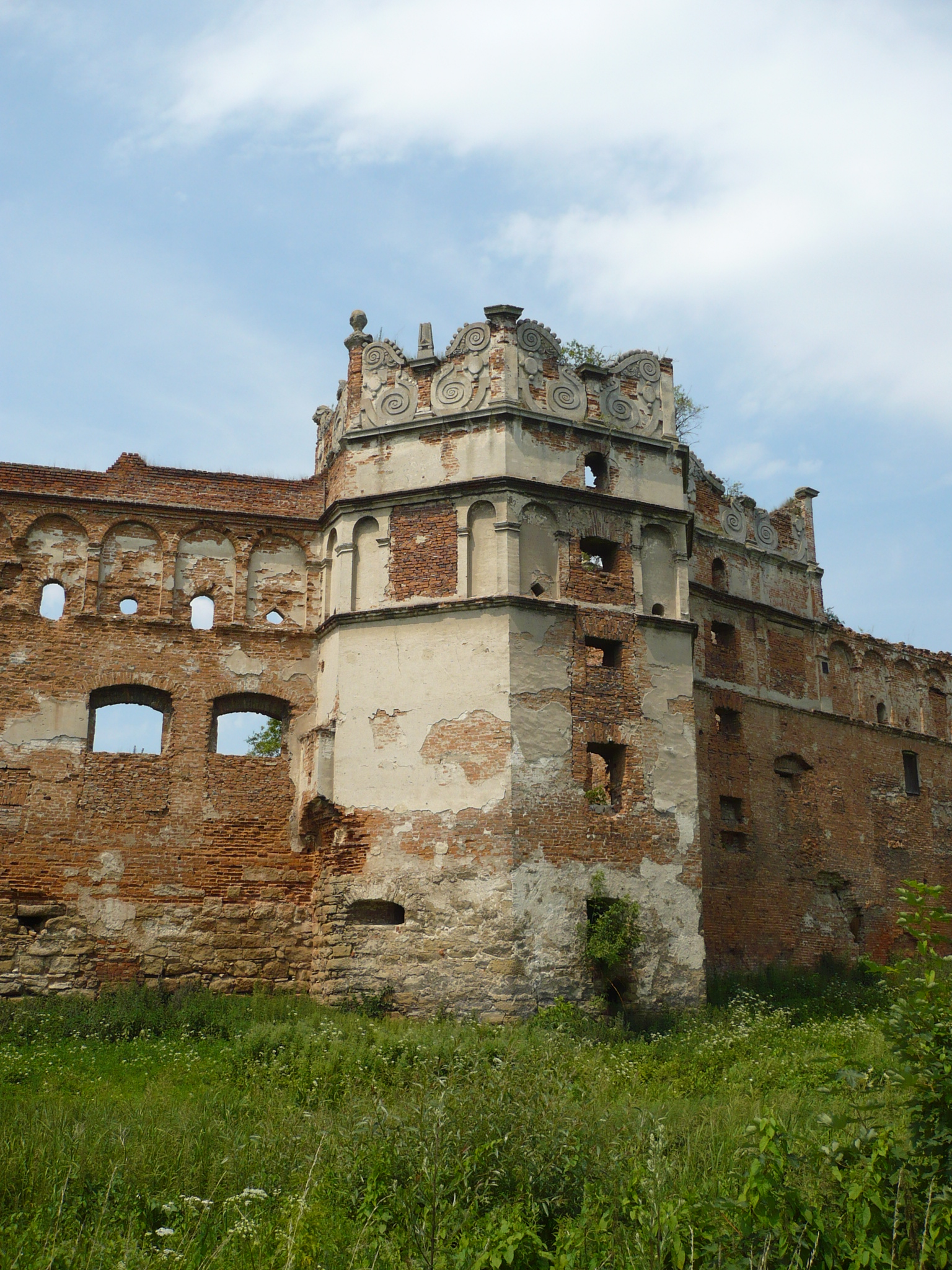
Zamek w Starym Siole

Ambroży Nutclauss zwany Przychylnym (ur. w Engadynie w Szwajcarii, zm. 1641 we Lwowie) – budowniczy pochodzenia włosko-szwajcarskiego; cechmistrz murarski od 1596 r.
Pozostawił wiele dzieł we Lwowie i okolicach, m.in.:
- cerkiew Wołoską we Lwowie,
- kościół pw. św. Andrzeja oo. bernardynów we Lwowie,
- kościół pw. św. Łazarza we Lwowie,
- synagogę Złotą Różę we Lwowie,
- zamek Ostrogskich w  Starym Siole.

W testamencie cały swój majątek przeznaczył na budowę kościoła i szpitala Św. Łazarza we Lwowie.